# 長安二十四時
『長安二十四時』（ちょうあんにじゅうよじ、簡体字: 长安十二时辰、繁体字: 長安十二時辰、拼音: Cháng'ān Shíèr Shíchén、英語: The Longest Day in Chang'an）は、馬伯庸による歴史小説『長安十二時辰』を原作として、2019年にYoukuが制作・放映した中国のテレビドラマ。2017年11月11日から撮影開始。2019年6月27日から動画配信サービスYoukuにて放送スタート。
日本では2020年4月11日、WOWOWにて放送スタート。このドラマの日本初放送でもあった。

## あらすじ
唐の時代。天保三年（744年、原作：天宝）の上元。張小敬は、地方を守る兵士として手柄を挙げ、長安の罪人を捕まえる不良帥となったが、ある殺人事件の犯人とされ死刑囚として投獄されていた。ある時、長安の治安を守る靖安司の責任者の李必は、テロ集団「狼衛」の一味が城内に潜入しているという情報をつかむ。李必は、かつて長安の警備経験もあり城内の人物や地理を熟知する張小敬に目を付け、功績を挙げれば免罪にすることを条件に、特例で張小敬を捜査係に任命する。
やがて張小敬は、狼衛が多くの人が集まりにぎわう上元節（旧暦正月十五日）に、長安で爆破テロを計画していることを探り当てる。しかし、その背後にはより深い陰謀が渦巻いていた…。爆破まで残された時間は24時間。果たしてタイムリミットまでに犯人を捕まえ、長安の人々の命を救えるのか。

## 登場人物

### 主人公
張小敬（ちょう・しょうけい）
演 - レイ・ジャーイン
死刑囚で元長安不良帥。官職は都尉。あだ名は「五尊閻魔」。上司の譚同寿と熊火幇34人を殺し刑部と大理寺に死刑判決を受けた。開元十三年に兵役に服し、開元二十三年に烽燧堡の戦いで戦った。第八団の生き残った九人の中の一人。モデルは姚汝能による歴史書『安禄山事跡』に出る同名人物。
李必（り・ひつ）〈23〉
演 - イー・ヤンチェンシー
字は長源。靖安司司丞。道士。何監の生徒。名家の出で、七歳で張九齢と交友し、九歳から皇太子李璵の親友。神童と呼ばれ、張小敬から「子狐」とあだ名を付けられる。六世の祖は西魏八柱国の一人の李弼大将軍。モデルは唐の宰相李泌。

### 靖安司役人および関係者
檀棋
演 - レイザ
李必の下女。10歳で長安に入城し、14歳で売られ奴婢になった。
何執正〈86〉
演 - ハン・ドンション
靖安司主理で秘書監。官位は三品。通称は「何監」。太子の師。モデルは賀知章。
徐賓（じょ・ひん）
演 - チャオ・ウェイ
戸部役人。官職は主事。官位は従八品下。字は友徳。延州出身。大案牘術の発明者。
崔器（さい・き）
演 - ツァイ・ルー
旅賁軍旅帥。
黄山
演 - 馬浚超
旅賁軍の元副隊長。丙六貨桟作戦で曹破延に殺されていた。
賈亮
演 - 王沐霖
旅賁軍の副隊長。
龐霊
演 - 何晨
司天台報時博士。
陸三
演 - 岡村秀
靖安司通伝。
何孚
演 - 寒青（幼少期：高管）
何執正の養子。モデルは賀孚。
崔六郎
演 - 黄海波
故人。崔器の兄。元牙郎。靖安司に最初に使われた囚人。丙六貨桟作戦で曹破延に殺されていた。
仵作
演 - 宋国軍、劉勇
鑑識官。
靖安司六品官
演 - 孫廷憲、焦長道、趙振生
靖安司七品官
演 - 殷樹元、陳建華、郭建偉
靖安司八品官
演 - 劉彤家、李長志
靖安司九品官
演 - 印幇龍
靖安司老吏
演 - 李享隆
靖安司吏員
演 - 章傑峰、何本軍、蔣軍龍、張雲、郎海慶
旅賁軍
演 - 周彬、王明帥、沐強強、成綱、周正然、劉士立、王瑞淇
旅賁軍曹
演 - 秦彬彬、黄偉峰
伝令員
演 - 王明帥、周彬、周正然
靖安司伝令。
通伝
演 - 張正君、于成龍、周天
靖安司通伝。
少年道士
演 - 呉明軒、陳凱文
李必と太子の密会が外に漏れないため、李必に賜死を求める。

### テロ集団

#### 白蟻団
原作での名は蚍蜉団。
龍波
演 - ジョウ・イーウェイ
白蟻団の首領。
魚腸
演 - リー・ユエン
賞金猟人。龍波に惹かれている。
聞染〈20〉
演 - ワン・ホールン
聞記香舗の経営者。張小敬に憧れている。
胡星朗
演 - 法志遠
白蟻団団員。

#### 狼衛
突厥の部隊。
曹破延（そう・はえん）
演 - ウー・シャオリャン
狼衛首領。父が右刹の祖父に買われたため、家族代々奴隷。娘を自由にさせたいため右刹に仕える。
マガル
演 - Sukhee Ariunbyamba
トゥガル
演 - 范雷
懐遠坊民衆に殴り殺される。
右刹
演 - 曲高位
狼王。波斯僧の偽装をしている。義寧坊にある大秦寺で身を隠す。イスに「普遮長老」と呼ばれる。
ルーダー
演 - 宝迪
右刹の使い。左狼王。
ルイゴ
演 - 穆薩
右刹の使い。右狼王。
曹破延の娘〈7〉
演 - 麦蘇亜
曹破延から「天の星」と呼ばれる。
狼衛の仲間
演 - 劉一麟、朱紅振、単乾坤、張景泉、王布林、才不旦、成綱、占山、陸攀、旭日嘎、朱貴華、馬徳如、姜哲豪
万全宅の狼衛
演 - 敖其爾、童戈拉、米爾扎提、格格日呼、其力格爾、蘇伊拉図、宝徳扎布、蘇雅拉図

### 第八団
聞無忌
演 - 楊溢
故人。聞染の父。張小敬の元戦友で第八団の伍長。通称は「聞隊」。生き残った九人の中の一人。聞記香舗の初代経営者。熊火幇に殺されていた。
丁老三
演 - 蔣毅
守捉郎火師。張小敬の第八団時代の戦友で生き残った九人の中の一人。
劉宗器
演 - 石雲鵬
何遊魯
演 - 韓秀一
南奴子
演 - 高健
張四郎
演 - 寇智国
段俊俊
演 - 岳超
張豊児
演 - 黄晨
牛万寿 
演 - 狄全泰
白真陀羅
演 - 満強
楊義本
演 - 李文龍
陳行範
演 - 馬暁軍
何捨仁
演 - 蒙飛
何捨義
演 - 張喜来

### 朝廷

#### 皇族
聖人〈60〉
演 - 馮嘉怡
皇帝。別名は李四郎。モデルは玄宗。
太子・李璵〈34〉
演 - 周陸拉
聖人の子で皇太子。通称は「太子」。モデルは粛宗。
永王
演 - 葛兆恩
聖人の第16子。太子の異母弟。幼少期に実母を亡くし、太子に育てられた。モデルは李璘。
厳羽幻 / 厳太真〈26〉
演 - 徐璐
姓は厳、名は羽幻。道号は太真。モデルは楊貴妃。
寧王の孫
演 - 張淏
聖人の長兄の寧王李憲の孫。モデルは李木頻。
李適之〈51〉
演 - 尹昭德
兵部尚書。通称は「左相（左僕射・宰相）」。郇国公李象（恒山王李承乾の子）の子。

#### 宦官
郭利仕〈61〉
演 - 呂涼
官職は驃騎大将軍。官位は従一品。通称は「郭将軍」。モデルは高力士。
馮神威
演 - 李全有
李静忠〈41〉
演 - 張衛
太子に仕える宦官。

### 官人および関係者

#### 太子派
姚汝能（よう・じょのう）
演 - ルー・ファンシェン
太子の側近。官職は東宮右衛率。李必と太子とは幼馴染み。宰相姚崇の孫。後に『安禄山事跡』を書く。
皇甫惟明
演 - 王東
隴右節度使。
韋堅
演 - 李品夆
陝郡太守。皇太子妃の実兄で太子李璵の義兄。
韓朝宗
演 - 閔政
京兆尹。太子と李必と景龍觀で密会する。

#### 右相派
林九郎〈62〉
演 - 尹鑄勝
宰相。通称は「右相」または「林相」。開元二十三年、烽燧堡の戦いの時点で兵部尚書を務めていた。モデルは李林甫。
吉温
演 - 朱輝
新豊県県丞。
羅希奭
演 - 張晶晶
御史台主簿。
王鉷
演 - 鍾夫翔
戸部郎中。
甘守誠
演 - 韓朴俊
右驍衛大将軍。
趙七郎
演 - 公磊
右驍衛参軍。
郭英乂
演 - 張敏
左羽林大将軍。
安崇章
演 - 李世林
右羽林大将軍。

#### 永王派
封大倫
演 - 肖芸
工部主事。熊火幇幇主。

#### 文官
元載〈32〉
演 - 余皚磊
大理寺評事。
譚同寿
演 - 詹俊林
かつて万年県県尉で張小敬の上司だった。
裴敦復
演 - 徐玉琨
刑部尚書。
黄真
演 - 耿陽
御史中丞。
裴寛〈66〉
演 - 黄霆
御史大夫。
陳希烈
演 - 孔斐
門下侍郎。崇玄館大学士。
西市署主管
演 - 劉国際

#### 武将
陳玄礼
演 - 曹毅
龍武軍大将軍。
陳参軍
演 - 王申
龍武軍参軍。
康友国
演 - 駱磊
万年県不良人。張小敬の元部下。小乙が殺されてから、内情を知らないため、不良人が上司の張小敬に裏切れると感じ、決裂する。
丁大仁
演 - 王文強
張小敬と決裂する万年県不良人。
謝行
演 - 呉健
張小敬と決裂する万年県不良人。
崔興龍
演 - 沐強強
張小敬と決裂する万年県不良人。
万朋
演 - 韓瀟雨
張小敬と決裂する万年県不良人。

#### 官人の関係者
王韞秀〈19〉
演 - 艾如
節度使/雲麾将軍王宗汜（モデルは王忠嗣）の娘。モデルは元載の妻の王韞秀。
李四方
演 - 蘇国濤
林九郎の執事。
元載の下女
演 - 董美衫
封大倫の執事
演 - 郁暁東
熊火幇
演 - 毛凡、王亜傑、范庭瑋、蔡夏傑
封大倫に仕える暴力団。

### 長安城の人々

#### 懐遠坊
大司儀
演 - 方舟波
祆教（ゾロアスター教）大司儀。
懐遠坊の里正
演 - 袁忠遠
祭りの騒ぎで殺される。
慶長
演 - 伊力扎提
トゥガルに人質される信徒の少年。
慶長の母
演 - 祖麗菲亜

#### 平康坊
葛の旦那
演 - ジャイモン・フンスー / 声 - 陳建斌
平康坊地下城城主。元崑崙奴。
李香香
演 - 高葉
葛の旦那に雇われる妓女。
林小乙
演 - 鄭偉
葛の旦那の腹心。実は万年県不良人で張小敬の間者。潜入捜査するために葛の旦那に近づく。
丁瞳児
演 - 王思思
葛の旦那に雇われる妓女。雍州出身。恋人と駆け落ちしようとしたところで捕まれていた。
秦征
演 - 彭冠英
書生。丁瞳児の恋人。
阿枝（あし）
演 - 何宣林
地下牢に監禁され、性感染症の患者である妓女。
馬大郎
演 - 李坤霖
葛の旦那の部下。

#### 商人および関係者
床屋の店主
演 - 欒元暉
西市の床屋の店主。曹破延に遭遇。
季姜〈6〉
演 - 高含鈺
床屋の店主の娘。
李陸苟
演 - 潘広弘
狼衛が入城したすぐ崔六郎に引率され隠した丙六貨桟の店主。発見される時妻子と共に十日以上死んでいる。
李陸苟の妻
演 - 張麗芳
李陸苟の子供
演 - 周瑜皓、龔俊豪、方若軒
蘇記車行の車引き
演 - 許占偉、黄文浩、竇全忠
龍波が雇った通運組織。魚腸によって殺される。

#### その他の登場人物
程参〈30〉
演 - 宋允皓
詩人。仙州（現在の河南省南陽市）出身。モデルは岑参。
許鶴子
演 - 曲柵柵
歌伎。吉州永新県出身。モデルは唐の有名な宮廷歌伎・許合子（別名は許和子）。
許歌
演 - 宋涵宇
許鶴子の弟。楽師。
イス
演 - 伊利多斯
景教（キリスト教ネストリウス派）教徒。義寧坊大秦寺の執事。モデルは大秦景教流行中国碑の建設者・中央アジア出身宣教師伊斯（イズドブジド Yazdbozed）。
焦遂
演 - 羅蓬
詩人。何監の友人。曹破延に殺される。
賈十七
演 - 畢瀚文
昌明坊の乞食者で与太者。「城南一覇」と自称する。
晁分
演 - 杜玉明
扶桑（日本国）の工匠。長安の地形の模型の作者。晁衡の従者。
毛順
演 - 徐正運
唐朝一の工匠。大仙灯の作者。
祝慈
演 - 李暁川
戸部抄録吏員。
祝玄
演 - 董李無憂
祝慈の子。

## 用語

### 行政機関
靖安司
光徳坊にある長安の治安を守る新設官署。所在地は廃棄された旧景龍観。左は復建した景龍観、右は京兆府役所。

### 長安の場所
興慶宮
政務が行われた宮殿。
花萼相輝楼
略称は「花萼楼」。長安城で一番高い建物。
景龍観
太子が官人たちと密会する秘所。
万全宅
修政坊にある廃棄された豪邸。狼衛の隠れる場所。
李記
昌明坊にある廃棄された竹器店舗。蚍蜉団の隠れる場所。

### 軍隊
第八団
張小敬が所属した安西大都護府第三十三折衝府の軍隊。開元二十三年に烽燧堡の戦いで突騎施と戦った。当時の河西隴右節度使蓋嘉運が、兵部尚書を務めていた林九郎の命令で援軍を送らなかったため、第八団の二百十一人の中に張小敬を含め僅か九人が生き残った。
旅賁軍
靖安司と太子に仕える軍隊。
右驍衛
右相に仕える軍隊。
龍武軍
聖人に仕える軍隊。モデルは北衙禁軍・神武軍。

## 主題歌

### オープンニングテーマ
なし。

### エンディングテーマ
「清平楽・禁庭春昼」
作詞は李白。作曲は趙亮棋。歌は劉梅。
「短歌行」
作詞は李白。作曲は趙亮棋。歌は劉梅。
「長相思」男バージョン
作詞は李白。作曲は趙亮棋。歌は趙亮棋。
「長相思」女バージョン
作詞は李白。作曲は趙亮棋。歌は劉梅。
「憶秦娥・簫声咽」
作詞は李白。作曲は趙亮棋&賀洋。歌は王思思。
「俠客行」
作詞は李白。作曲は趙亮棋。歌はレイザ。

### 劇中歌
「チェロホト」
作詞・作曲・歌は宮閣。
「清平楽・一名憶蘿月」
作詞は李白。作曲は趙亮棋。歌は劉梅。
「短歌行」
作詞は李白。作曲は趙亮棋。歌は劉梅&趙亮棋。
「長相思」
作詞は李白。作曲は趙亮棋。歌は曲柵柵。

### プロモーション曲
「清平楽」
作詞は李白。作曲は趙亮棋。歌は紫寧（火箭少女101）。
「長安訣」
作詞は李姝。作曲・歌は汪蘇瀧。
「清平楽」
作詞は李白。作曲は趙亮棋。歌は劉珂矣。

## スタッフ
- 原作 - 馬伯庸『長安十二時辰』
- 監督 - 曹盾
- 執行監督 - 于哲灝、包子、何晨
- CG監督 - 荘厳
- 脚本 - 爪子工作室
- エグゼクティブプロデューサー - 梁超
- プロデューサー - 羅暁芒、張美琪、徐泰
- パブリッシャー - 樊路遠、林寧、徐康、毛攀鋒、梁超、馬焱潔
- 共同パブリッシャー - 鄭志昊、劉国男、陳岩、呉氷、朱琳、陳冠洋、許震、王飛、姫連強
- 文学編集 - 馬暁楠
- 各話タイトル題字 - 祖鋒（中国語版）
- 撮影 - 荊沖
- 照明 - 孫俊峰
- 美術 - 楊志家、金楊
- 録音 - 林倩
- 編集 - 劉磊
- 音楽 - 劉小山
- 作曲 - 趙亮棋
- 最終話エンディングテーマ - 村松崇継
- 衣装デザイン - 黒澤和子、楊旦、宋韜
- 衣装 - 鄭春薇
- ヘアー&メイクディレクション - 張麗
- 礼儀指導 - 李斌
- アクション指導 - 高翔
- 宣伝担当 - 張珺瑋、韓家鈺
- 撮影協力 - 襄陽市、象山影視城
- 企画 - 黎直前、荘卓然、呉倩、謝穎、張麗娜、周行文、趙曦玉、李安寧
- 製作 - Youku、微影時代、留白影視、娯躍影業、仨仁伝媒、十間伝媒